# إميلي كوري
إميلي كوري (بالإنجليزية: Emily Corrie)‏ هي ممثلة بريطانية، ولدت في 1978.

## وصلات خارجية
- إميلي كوري على موقع IMDb (الإنجليزية)
- إميلي كوري على موقع ألو سيني (الفرنسية)
- إميلي كوري على موقع أول موفي (الإنجليزية)
- إميلي كوري على موقع قاعدة بيانات الأفلام السويدية (السويدية)
- إميلي كوري على موقع قاعدة بيانات الفيلم (الإنجليزية)
- إميلي كوري على موقع كينوبويسك (الروسية)